# Thomas Vonn
Thomas Vonn (ur. 3 grudnia 1975 w Nowym Jorku) – amerykański narciarz alpejski.

## Kariera
Po raz pierwszy na arenie międzynarodowej Thomas Vonn pojawił się 18 listopada 1994 roku w Breckenridge, gdzie w zawodach Nor-Am Cup w slalomie nie zakwalifikował się do drugiego przejazdu. Nigdy nie wystąpił na mistrzostwach świata juniorów. W zawodach Pucharu Świata zadebiutował w 25 października 1998 roku w Sölden, gdzie nie zakwalifikował się do drugiego przejazdu w gigancie. Pierwsze pucharowe punkty wywalczył niecały miesiąc później, 20 listopada 1998 roku w Park City, zajmując 27. miejsce w tej samej konkurencji. Nigdy nie stanął na podium zawodów pucharowych; był między innymi trzynasty w supergigancie 8 grudnia 2002 roku w Beaver Creek. Najlepsze wyniki osiągał w sezonie 2001/2002, kiedy zajął 102. miejsce w klasyfikacji generalnej, a w klasyfikacji supergiganta zajął 35. pozycję.
W 1999 roku wystartował na mistrzostwach świata w Vail, gdzie nie ukończył drugiego przejazdu w gigancie. Cztery lata później wystartował w supergigancie podczas mistrzostw świata w Sankt Moritz, jednak ponownie nie ukończył rywalizacji. W międzyczasie wystartował na igrzyskach olimpijskich w Salt Lake City, zajmując dziewiąte miejsce w supergigancie, a w gigancie był dziewiętnasty. Dwukrotnie zdobywał medale mistrzostw Stanów Zjednoczonych, brązowy w gigancie w 1999 roku i złoty w tej samej konkurencji trzy lata później.
W latach 2007–2013 jego żoną była amerykańska narciarka alpejska Lindsey Vonn.

## Osiągnięcia

### Igrzyska olimpijskie
| Miejsce | Dzień     | Rok  | Miejscowość    | Konkurencja | Czas biegu  | Strata  | Zwycięzca           |
| ------- | --------- | ---- | -------------- | ----------- | ----------- | ------- | ------------------- |
| 9.      | 16 lutego | 2002 | Salt Lake City | Supergigant | 1:21,58 min | +1,64 s | Kjetil André Aamodt |
| 19.     | 21 lutego | 2002 | Salt Lake City | Gigant      | 2:23,28 min | +3,18 s | Stephan Eberharter  |

### Mistrzostwa świata
| Miejsce | Dzień     | Rok  | Miejscowość  | Konkurencja | Czas biegu  | Strata | Zwycięzca          |
| ------- | --------- | ---- | ------------ | ----------- | ----------- | ------ | ------------------ |
| DNF2    | 12 lutego | 1999 | Vail         | Gigant      | 2:19,31 min | –      | Lasse Kjus         |
| DNF1    | 2 lutego  | 2003 | Sankt Moritz | Supergigant | 1:38,80 min | -      | Stephan Eberharter |

### Puchar Świata

#### Miejsca w klasyfikacji generalnej
- sezon 1998/1999: 113.
- sezon 1999/2000: 108.
- sezon 2000/2001: 125.
- sezon 2001/2002: 102.
- sezon 2002/2003: 111.

#### Miejsca na podium w zawodach
Vonn nigdy nie stanął na podium zawodów PŚ.